# Finn Egil Holm
Finn Egil Holm (født 1968) er en norsk politiker (FrP) fra Sande, Vestfold. Den 6. januar 2012 overtog han posten som generalsekretær og stabschef i partiet efter Geir Mo.
Holm har tidligere arbejdet som direktør for strategi- og samfundskontakt i Vestre Viken HF, været fylkesdirektør i Vestfold og assisterende rådmand i Drammen kommune.